# Equazione differenziale lineare
In matematica, un'equazione differenziale lineare è un'equazione differenziale, ordinaria o alle derivate parziali, tale che combinazioni lineari delle sue soluzioni possono essere usate per ottenere altre soluzioni.

## Definizione
Un'equazione differenziale lineare ha la forma:
{\displaystyle Ly=f}
dove {\displaystyle L} è un operatore differenziale lineare, {\displaystyle y} la funzione incognita (che si suppone derivabile {\displaystyle n} volte) e {\displaystyle f} una funzione della stessa natura di {\displaystyle y} detta sorgente. Se esse dipendono dalla variabile {\displaystyle t} si scrive:
{\displaystyle L[y(t)]=f(t)}
e {\displaystyle L} può essere scritto come:
{\displaystyle L_{n}(y)\equiv {\frac {d^{n}y}{dt^{n}}}+A_{1}(t){\frac {d^{n-1}y}{dt^{n-1}}}+\cdots +A_{n-1}(t){\frac {dy}{dt}}+A_{n}(t)y}
oppure nella forma:
{\displaystyle L_{n}(y)\equiv \left[\,D^{n}+A_{1}(t)D^{n-1}+\cdots +A_{n-1}(t)D+A_{n}(t)\right]y}
dove {\displaystyle D=d/dt} e {\displaystyle A_{i}} sono funzioni date. 
Si dice che un'equazione di questo tipo ha ordine {\displaystyle n}, ossia ordine pari all'ordine della più alta derivata della funzione incognita {\displaystyle y} presente. Nel caso in cui si abbia {\displaystyle f=0} l'equazione è omogenea. Quando le funzioni {\displaystyle A_{i}} sono semplicemente dei numeri l'equazione è detta a coefficienti costanti.

## Equazioni ordinarie del primo ordine
Questo tipo di equazione assume la forma canonica:
{\displaystyle y'=f(x,y)}
dove {\displaystyle f} è una funzione lineare in {\displaystyle y}. Nel caso in cui:
{\displaystyle y'=f(x)}
la soluzione si trova immediatamente tramite integrazione:
{\displaystyle y=\int f(x)dx=F(x)+c}
con {\displaystyle F(x)} una primitiva di {\displaystyle f(x)}. Dato allora il problema di Cauchy:
{\displaystyle {\begin{cases}y'=f(x)\\y(x_{0})=y_{0}\end{cases}}}
la sua unica soluzione è data da:
{\displaystyle y=\int _{x_{0}}^{x}f(t)dt+y_{0}}

### Omogenea a coefficienti costanti
L'equazione omogenea a coefficienti costanti è del tipo:
{\displaystyle y'+ay=0}
dove {\displaystyle a} è una costante. La soluzione generale di questo caso si ottiene per separazione delle variabili, ossia:
{\displaystyle {\frac {dy}{dx}}=-ay}
da cui:
{\displaystyle \int _{y_{0}}^{y}{\frac {dy}{y}}=-a\int _{x_{0}}^{x}dx}
si ha:
{\displaystyle \ln(y)-\ln(y_{0})=-a\cdot (x-x_{0})}
e quindi:
{\displaystyle \ln \left({\frac {y}{y_{0}}}\right)=-a\cdot (x-x_{0})}
La soluzione si ottiene usando l'esponenziale:
{\displaystyle y=y_{0}\cdot e^{-a\cdot (x-x_{0})}}
Ricordando che il problema di Cauchy impone {\displaystyle y(x=x_{0})=y_{0}}, la soluzione è unica (invece che una famiglia di curve):
{\displaystyle y=y_{0}\cdot e^{-a\cdot (x-x_{0})}}

### Non-omogenea a coefficienti variabili
Nel caso generale, si consideri:
{\displaystyle y'+a(x)\cdot y=f(x)}
La corrispondente equazione omogenea:
{\displaystyle y'+a(x)\cdot y=0}
si risolve separando le variabili:
{\displaystyle {\frac {dy}{y}}=-a(x)\cdot dx}
e integrando:
{\displaystyle \int _{y_{0}}^{y}{\frac {dy}{y}}=-\int _{x_{0}}^{x}a(x)\cdot dx}
da cui:
{\displaystyle \ln y-\ln y_{0}=-(A(x)-A(x_{0}))}
dove {\displaystyle A(x)} è una primitiva della funzione {\displaystyle a(x)}. La soluzione dell'omogenea è:
{\displaystyle y=y_{0}\cdot e^{-{(A(x)-A(x_{0}))}}}
Anche in questo caso il problema di Cauchy:
{\displaystyle y(x=x_{0})=y_{0}}
ha soluzione unica.
Per trovare una soluzione della non omogenea si può seguire il metodo delle variazioni delle costanti, cercandola nella forma:
{\displaystyle y=u(x)\cdot e^{-A(x)}}
dove {\displaystyle u(x)} è una funzione da determinare. Sostituendola nella precedente ed eseguendo le derivate:
{\displaystyle u'(x)\cdot e^{-A(x)}-a(x)u(x)\cdot e^{-A(x)}+a(x)u(x)\cdot e^{-A(x)}=f(x)}
Semplificando si ha:
{\displaystyle u'(x)=f(x)\cdot e^{A(x)}}
dalla quale è sufficiente integrare per trovare:
{\displaystyle u(x)=\int _{x_{0}}^{x}f(t)e^{A(t)}dt+u_{0}}
dove {\displaystyle u_{0}} è una costante non nota che si può porre uguale a zero senza perdere in generalità. La soluzione del problema di Cauchy {\displaystyle y'+a(x)\cdot y=f(x)} con {\displaystyle y(x=x_{0})=y_{0}}  (trovata per la prima volta da Jean Bernoulli) è dunque:
{\displaystyle y(x)=y_{0}\cdot e^{(A(x_{0})-A(x))}+e^{-A(x)}\int _{x_{0}}^{x}f(t)e^{A(t)}dt.}
Anche in questo caso si può avere una e una sola soluzione nell'intervallo di definizione di {\displaystyle x}.

### Fattore di integrazione
L'equazione {\displaystyle Dy(x)+f(x)y(x)=g(x)}, con {\displaystyle D} operatore differenziale lineare, può essere risolta in modo equivalente moltiplicandola per il fattore di integrazione {\displaystyle e^{\int f(x)\,dx}}. Si ottiene:
{\displaystyle Dy(x)e^{\int f(x)\,dx}+f(x)y(x)e^{\int f(x)\,dx}=g(x)e^{\int f(x)\,dx}}
che per la regola del prodotto si semplifica in:
{\displaystyle D(y(x)e^{\int f(x)\,dx})=g(x)e^{\int f(x)\,dx}}
Integrando entrambi i membri:
{\displaystyle y(x)e^{\int f(x)\,dx}=\int g(x)e^{\int f(x)\,dx}\,dx+c}
da cui:
{\displaystyle y(x)={\int g(x)e^{\int f(x)\,dx}\,dx+c \over e^{\int f(x)\,dx}}}
La soluzione di {\displaystyle y'(x)+f(x)y(x)=g(x)}, sia che i coefficienti siano variabili o costanti, è dunque:
{\displaystyle y=e^{-a(x)}\left(\int g(x)e^{a(x)}\,dx+\kappa \right)}
dove {\displaystyle \kappa } è una costante d'integrazione e:
{\displaystyle a(x)=\int {f(x)\,dx}}
Una forma compatta della soluzione generale è la seguente:
{\displaystyle y(x)=\int _{x_{0}}^{x}\!{[y(x_{0})\delta (t-x_{0})+g(t)]e^{-\int _{t}^{x}\!f(u)du}\,dt}}
dove {\displaystyle \delta (x)} è la delta di Dirac generalizzata.

### Esempi
- Si consideri la seguente equazione differenziale:

{\displaystyle {\begin{cases}y'=x-y\\y(2)=5\end{cases}}}
Portandola in forma normale si ottiene:
{\displaystyle y'+y=x}
La soluzione generale dell'omogenea associata è:
{\displaystyle y=y_{0}\cdot e^{(x_{0}-x)}}
da cui:
{\displaystyle y=5\cdot e^{2-x}}
La soluzione dell'equazione completa viene cercata nella forma:
{\displaystyle u(x)\cdot e^{-x}}
Sostituita nell'equazione completa:
{\displaystyle u'(x)\cdot e^{-x}-u(x)\cdot e^{-x}+u(x)\cdot e^{-x}=x}
e dunque:
{\displaystyle u'(x)\cdot e^{-x}=x}
da cui si ha:
{\displaystyle u'(x)=x\cdot e^{x}}
Integrando per parti si ottiene:
{\displaystyle u(x)=xe^{x}-e^{x}-x_{0}e^{x_{0}}+e^{x_{0}}}
quindi la soluzione è:
{\displaystyle y=y_{0}e^{(x_{0}-x)}+e^{-x}(xe^{x}-e^{x}-x_{0}e^{x_{0}}+e^{x_{0}})}
e quindi:
{\displaystyle y=4\cdot e^{(2-x)}+x-1}
- Si consideri:

{\displaystyle y'=x^{2}y{\mbox{ con }}y(1)=2}
poiché:
{\displaystyle \int _{2}^{y}{\frac {dy}{y}}=\int _{1}^{x}x^{2}\,dx}
si ha:
{\displaystyle \ln(y)-\ln(2)={\frac {1}{3}}\cdot \left(x^{3}-1^{3}\right)}
cioè:
{\displaystyle y=2\cdot e^{{\frac {1}{3}}\left(x^{3}-1\right)}}
dove se {\displaystyle a} è una costante ci si riconduce al caso descritto in precedenza.

## Equazioni ordinarie di ordine generico
La soluzione generale di un'equazione ordinaria di ordine generico si ottiene dalla somma della soluzione dell'equazione omogenea più una soluzione particolare dell'equazione non omogenea, ottenuta con il metodo delle variazioni delle costanti o con il metodo dei coefficienti indeterminati. Nel caso le condizioni iniziali siano specificate, si può ottenere la soluzione particolare direttamente utilizzando la trasformata di Laplace.

### Equazione omogenea a coefficienti costanti
Si consideri: 
{\displaystyle y^{(n)}+A_{1}y^{(n-1)}+\cdots +A_{n}y=0}
Ponendo {\displaystyle y=e^{sx}}, si ha:
{\displaystyle s^{n}e^{sx}+A_{1}s^{n-1}e^{sx}+\cdots +A_{n}e^{sx}=0}
Dividendo quindi per {\displaystyle e^{sx}} si ottiene un polinomio di ordine n:
{\displaystyle F(s)=s^{n}+A_{1}s^{n-1}+\cdots +A_{n}=0}
dove i termini {\displaystyle y^{(k)}} dell'equazione originale sono rimpiazzati da {\displaystyle s^{k}}. Sostituendo ognuna delle n radici {\displaystyle s_{j}} del polinomio in {\displaystyle e^{sx}} si ottiene una rispettiva soluzione {\displaystyle e^{s_{j}x}}. Se {\displaystyle s_{j}} ha molteplicità {\displaystyle m\geq 2}, allora altre soluzioni sono date da {\displaystyle xe^{s_{j}x},...,x^{m-1}e^{s_{j}x}}.

### Equazione non omogenea a coefficienti costanti
Sia data l'equazione:
{\displaystyle {\frac {d^{n}y(x)}{dx^{n}}}+A_{1}{\frac {d^{n-1}y(x)}{dx^{n-1}}}+\cdots +A_{n}y(x)=f(x)}
e si definisca il polinomio caratteristico:
{\displaystyle P(v)=v^{n}+A_{1}v^{n-1}+\cdots +A_{n}}
Si può trovare una base di soluzioni {\displaystyle \{y_{1}(x),y_{2}(x),\ldots ,y_{n}(x)\}} cercando una soluzione particolare {\displaystyle y_{p}(x)} con il metodo delle variazioni delle costanti. Si supponga che i coefficienti della combinazione lineare siano funzione di {\displaystyle x}:
{\displaystyle y_{p}(x)=u_{1}(x)y_{1}(x)+u_{2}(x)y_{2}(x)+\cdots +u_{n}(x)y_{n}(x)}
Utilizzando la notazione {\displaystyle D=d/dt}, si può scrivere:
{\displaystyle f=P(D)y_{p}=P(D)(u_{1}y_{1})+P(D)(u_{2}y_{2})+\cdots +P(D)(u_{n}y_{n})}
con i vincoli:
{\displaystyle 0=u'_{1}y_{1}+u'_{2}y_{2}+\cdots +u'_{n}y_{n}}
{\displaystyle 0=u'_{1}y'_{1}+u'_{2}y'_{2}+\cdots +u'_{n}y'_{n}}
{\displaystyle \cdots }
{\displaystyle 0=u'_{1}y_{1}^{(n-2)}+u'_{2}y_{2}^{(n-2)}+\cdots +u'_{n}y_{n}^{(n-2)}}
Si ha:
{\displaystyle f=u_{1}P(D)y_{1}+u_{2}P(D)y_{2}+\cdots +u_{n}P(D)y_{n}+u'_{1}y_{1}^{(n-1)}+u'_{2}y_{2}^{(n-1)}+\cdots +u'_{n}y_{n}^{(n-1)}}
ma essendo {\displaystyle P(D)y_{j}=0}:
{\displaystyle f=u'_{1}y_{1}^{(n-1)}+u'_{2}y_{2}^{(n-1)}+\cdots +u'_{n}y_{n}^{(n-1)}}
Tale espressione, insieme ai vincoli, costituisce un sistema lineare in {\displaystyle {u'}_{j}}. Utilizzando la regola di Cramer sul wronskiano:
{\displaystyle u'_{j}=(-1)^{n+j}{\frac {W(y_{1},\ldots ,y_{j-1},y_{j+1}\ldots ,y_{n})_{0 \choose f}}{W(y_{1},y_{2},\ldots ,y_{n})}}}
e integrando {\displaystyle {u'}_{j}} si risolve il sistema. La soluzione particolare non è unica, poiché anche:
{\displaystyle y_{p}+c_{1}y_{1}+\cdots +c_{n}y_{n}}
soddisfa la ODE per ogni insieme di costanti {\displaystyle c_{j}}.